# Waldir Leite
Waldir Leite (Recife, 9 de novembro de 1966) é jornalista, escritor, roteirista, crítico literário, professor e filósofo graduado pela UFRJ - Universidade Federal do Rio de Janeiro, 
Trabalhou no Jornal do Brasil como colunista, repórter e subeditor do Caderno H, suplemento de variedades editado por Hildegard Angel. Como repórter fez reportagens sobre os 200 anos de nascimento de Allan Kardec, a comemoração de um século da marca Rolls-Royce, os 90 anos do lutador Hélio Gracie, o sucesso de vendas do romance O código Da Vinci, e entrevistou personalidades do esporte, da literatura, da moda, do teatro e da sociedade. 
Foi crítico literário do Caderno B, suplemento cultural do Jornal do Brasil. Ali publicou resenhas de livros como Um bom lugar para morrer, de James Buchan; Prendam Giovanni Improta , de Aguinaldo Silva; Uma questão de vida e sexo, de Oscar Moore; Caiu na rede, de Córa Ronai; O segredo de Brokeback Mountain, de Annie Proulx; O terceiro segredo, de Steve Barry; A corrida para o abismo, de Dominique Fernandez; A linha da beleza, de Alan Hollinghurst,, entre outros.
Repórter e crítico literário da Sui Generis, revista de estilo e comportamento da editora SG Press. 
Como roteirista de TV participou dos seguintes trabalhos: na TV Globo colaborou com Antônio Calmon nas telenovelas Vamp, Olho no Olho e na minissérie Sex-Appeal. E também na telenovela Salsa e Merengue, de Miguel Falabella e Maria Carmem Barbosa. Na Rede Record trabalhou como pesquisador de texto e roteirista nas novelas Caminhos do Coração, Os Mutantes e Promessas de Amor, todas de Tiago Santiago. No SBT escreveu as novelas Mariana e o lobisomem e O superpoder do amor, de Tiago Santiago. 
Em 1997 estreou na literatura com o livro policial A última canção de Bernardo Blues. Na seqüência publicou os livros Amei um pitboy e Ipanema em lágrimas.